# Johannes Krüger
Johannes Krüger (* 27. červenec 1979) je bývalý německý sportovní šermíř, který se specializoval na šerm fleretem. Německo reprezentoval v prvním desetiletí jednadvacátého století. V roce 2000 obsadil druhé místo na mistrovství Evropy v soutěži jednotlivců. S německým družstvem fleretistů vybojoval v roce 2002 třetí místo na mistrovství Evropy.